# اسکوایر (مجله)
اسکوایر (به انگلیسی: Esquire) یک مجله آمریکایی در رده مجلات مردان با قدمتی بسیار طولانی است. این مجله در ایالات متحده آمریکا از سال ۱۹۸۶ توسط شرکت ارتباطات هرست منتشر شده‌است و بالای ۲۰ نسخه بین‌المللی برای کشورهای مختلف از آن وجود دارد.
این مجله در سال ۱۹۳۱ تأسیس شد. در زمان رکود بزرگ و جنگ جهانی دوم زیر نظر کسانی مثل آرنولد گینگریچ، دیوید اسمارتو هنری جکسون به شکوفا شد و در طول دهه ۱۹۶۰ پیشگام روزنامه‌نگاری نوین بود. پس از یک دوره افول سریع و شدید در طول دهه ۱۹۹۰، این مجله خود را به عنوان یک نشریه سبک زندگی تحت مدیریت دیوید گرنگر تغییر داد.

## تاریخچه
اسکوایر اولین بار در اکتبر ۱۹۳۳ به عنوان شاخه‌ای از مجله تجاری هنر پوشاک (که بعداً به فصلنامه جنتلمن تبدیل شد؛ اسکوایر و جی کیو تقریباً ۴۵ سال مالکیت مشترک داشتند) منتشر می‌شد. دفتر مرکزی مجله ابتدا در شیکاگو و سپس در شهر نیویورک قرار گرفت. این مجله توسط دیوید ای. اسمارت، هنری ال. جکسون و آرنولد گینگریچ تأسیس و ویرایش گردید. جکسون در سانحه پرواز ۶۲۴ یونایتد ایرلاینز در سال ۱۹۴۸ درگذشت، در حالی که گینگریچ مجله را تا زمان مرگ خود در سال ۱۹۷۶ رهبری کرد. اسمارت در سال ۱۹۵۲ درگذشت، اگرچه در سال ۱۹۳۶ اسکوایر را ترک کرد تا مجله دیگری به نام کورونت را برای این شرکت تأسیس کند. بنیانگذاران علائق متفاوتی داشتند. گینگریچ در انتشارات تخصص داشت، اسمارت بخش تجاری مجله را رهبری کرد، در حالی که جکسون بخش مد را رهبری و ویرایش می‌کرد، که این موضوع عمده مجله را در پانزده سال اول انتشارش تشکیل می‌داد. علاوه بر این، دیدگاه‌های سیاسی جمهوری‌خواهی جکسون با دیدگاه‌های لیبرال دموکرات اسمارت در تضاد بود، در نتیجه این اختلاف دیدگاه به مجله اجازه داد تا مناظره‌های بین این دو منتشر شود.

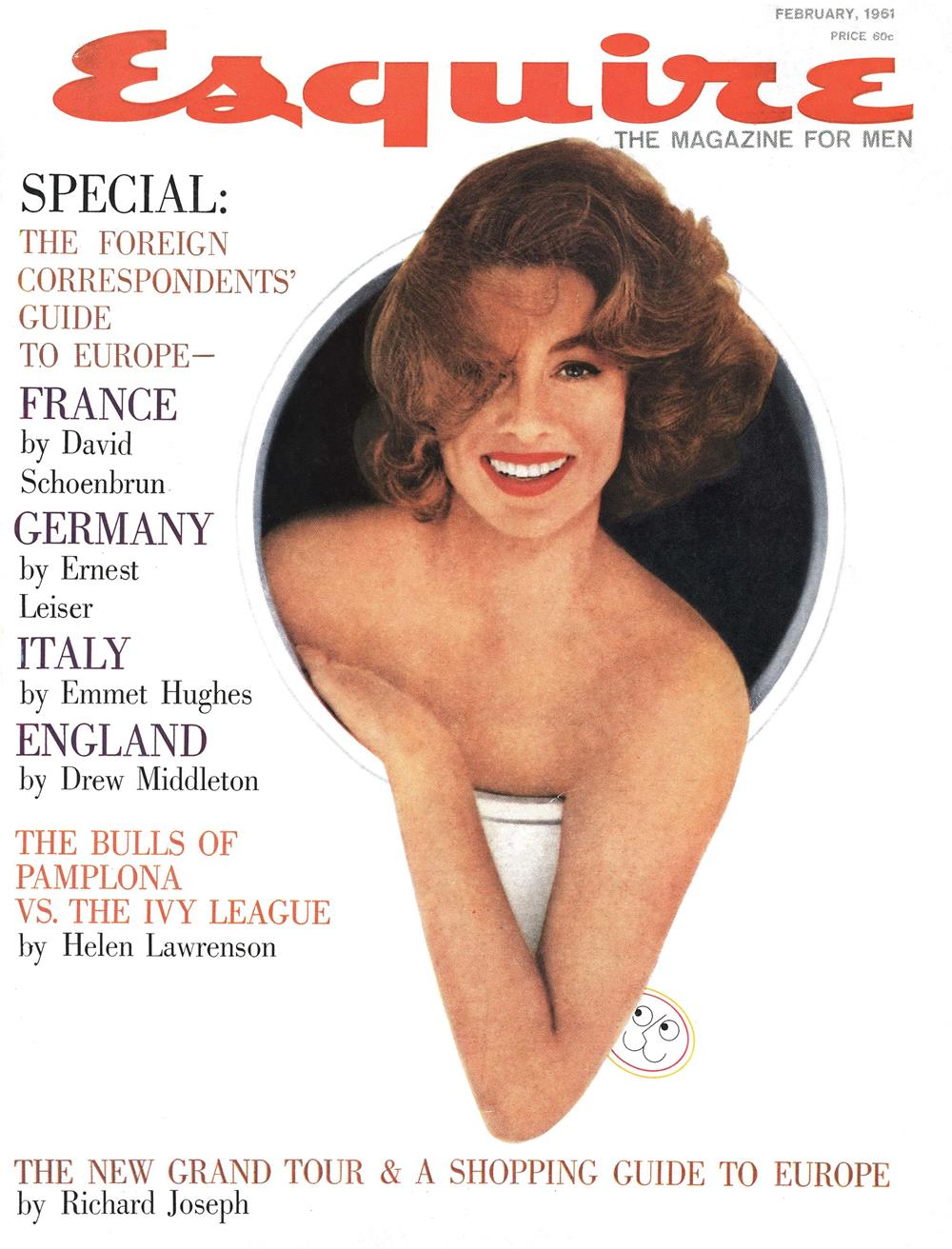
جلد مجله اسکوایر در فوریه ۱۹۶۱

## جذاب‌ترین زن زنده
در مجله سالگرد جذابترین زن زنده بین سال‌های ۲۰۰۳ تا ۲۰۱۵ روی کار آمد تا محکی برای جذابیت زنانه باشد.
در اصل این موضوع بخشی از شماره زنانی که ما دوست داریم بود که از سال ۱۹۸۸ سالانه در بخشی ویژه چاپ می‌شد که بعدها به تیتر زن جذاب سال تبدیل شد.
| سال  | منتخب            | سن |
| ۲۰۰۴ | آنجلینا جولی     | ۲۹ |
| ۲۰۰۵ | جسیکا بیل        | ۲۳ |
| ۲۰۰۶ | اسکارلت جوهانسون | ۲۱ |
| ۲۰۰۷ | شارلیز ترون      | ۳۲ |
| ۲۰۰۸ | هلی بری          | ۴۲ |
| ۲۰۰۹ | کیت بکینسیل      | ۳۶ |
| ۲۰۱۰ | مینکا کلی        | ۳۰ |
| ۲۰۱۱ | ریحانا           | ۲۳ |
| ۲۰۱۲ | میلا کونیس       | ۲۹ |
| ۲۰۱۳ | اسکارلت جوهانسون | ۲۸ |
| ۲۰۱۴ | پنه لوپه کروز    | ۴۰ |
| ۲۰۱۵ | امیلیا کلارک     | ۲۸ |

## پیوندها به بیرون
- وبگاه رسمی (ایالات متحده)
- وبگاه رسمی (انگلیس)
- وبگاه رسمی (هنگ کنگ)